# Class of '55
Class of '55 är ett studioalbum av rock & rollpionjärerna Johnny Cash, Carl Perkins, Roy Orbison och Jerry Lee Lewis, utgivet den 26 maj 1986. Albumet är främst ett minnesalbum över Sun Records-tiden på 1950-talet där alla albumets artister började sina karriärer, men albumet är även ett tributalbum till Elvis Presley, som även han startade sin karriär på Sun Records. Albumet spelades in vid Sun Studio i Memphis, Tennessee i september 1985, men arbetades klart vid American Sound Studio av producenten Chips Moman.
Cash, Perkins och Lewis hade tidigare samarbetat tillsammans 1956 med Million Dollar Quartet och 1982 med livealbumet The Survivors Live.

## Medverkande
- Johnny Cash – sång, kompgitarr
- Carl Perkins – sång, kompgitarr, sologitarr
- Jerry Lee Lewis – sång, piano
- Roy Orbison – sång
- Jack Clement, Marty Stuart – bakgrundssång, gitarr
- Reggie Young, Bob Wootton, Kenneth Lovelace, J.R. Cobb – gitarr
- Bob Moore, Mike Leech – basgitarr
- Bobby Emmons – keyboard, synclavier
- W.S. Holland, Buddy Harman, Gene Chrisman – trummor
- Chips Moman, Toni Wine, Paul Davis, Dan Penn, Rebecca Evans, Reba Russell – bakgrundssång
- June Carter Cash, John Fogerty, Dave Edmunds, The Judds, Sam Phillips, Rick Nelson – bakgrundssång på "Big Train (from Memphis)"

## Låtlista
- Alla sånger är producerade av Chips Moman.

| 1. | "Birth of Rock and Roll" | Carl Perkins, Greg Perkins   | Carl Perkins                                            | 4:21 |
| 2. | "Sixteen Candles"        | Luther Dixon, Allyson Khent  | Jerry Lee Lewis                                         | 3:48 |
| 3. | "Class of '55"           | Chips Moman, Bobby Emmons    | Carl Perkins                                            | 2:56 |
| 4. | "Waymore's Blues"        | Waylon Jennings, Curtis Buck | Carl Perkins, Jerry Lee Lewis, Roy Orbison, Johnny Cash | 2:25 |
| 5. | "We Remember the King"   | Paul Kennerley               | Johnny Cash                                             | 2:58 |

| 1.           | "Coming Home"                   | Roy Orbison, Will Jennings, J.D. Souther | Roy Orbison                                             | 3:59  |
| 2.           | "Rock and Roll (Fais-Do-Do)"    | Michael Smotherman                       | Carl Perkins, Jerry Lee Lewis, Roy Orbison, Johnny Cash | 3:17  |
| 3.           | "Keep My Motor Running"         | Randy Bachman                            | Jerry Lee Lewis                                         | 2:52  |
| 4.           | "I Will Rock and Roll with You" | Johnny Cash                              | Johnny Cash                                             | 2:01  |
| 5.           | "Big Train (from Memphis)"      | John Fogerty                             | Carl Perkins, Jerry Lee Lewis, Roy Orbison, Johnny Cash | 7:56  |
| Total längd: | Total längd:                    | Total längd:                             | Total längd:                                            | 37:14 |